# 95-й меридіан східної довготи
95-й меридіан східної довготи — лінія довготи, що лежить на 95 градусів східніше Гринвіцького меридіана. Вона проходить від Північного полюса через Північний Льодовитий океан, Азію, Індійський океан, Південний океан та Антарктиду до Південного полюса.
95-й меридіан східної довготи формує велике коло разом із 85-тим меридіаном західної довготи.

## Список географічних об'єктів, що перетинає 95° сх. д.
Починаючи на Північному полюсі та рухаючись до Південного полюса, 95-й меридіан східної довготи проходить через:
| Координати                                                 | Країна, територія або море | Примітки                                                                                 |
| ---------------------------------------------------------- | -------------------------- | ---------------------------------------------------------------------------------------- |
| 90°0′ пн. ш. 95°0′ сх. д. / 90.000° пн. ш. 95.000° сх. д.  | Північний Льодовитий океан |                                                                                          |
| 81°8′ пн. ш. 95°0′ сх. д. / 81.133° пн. ш. 95.000° сх. д.  | Росія                      | Північна Земля — проходить через острів Комсомолець                                      |
| 80°0′ пн. ш. 95°0′ сх. д. / 80.000° пн. ш. 95.000° сх. д.  | Протока Червоної Армії[ru] |                                                                                          |
| 80°6′ пн. ш. 95°0′ сх. д. / 80.100° пн. ш. 95.000° сх. д.  | Росія                      | Північна Земля — проходить через Жовтневий мис[en] на острові Жовтневої Революції        |
| 79°2′ пн. ш. 95°0′ сх. д. / 79.033° пн. ш. 95.000° сх. д.  | Карське море               |                                                                                          |
| 76°40′ пн. ш. 95°0′ сх. д. / 76.667° пн. ш. 95.000° сх. д. | Росія                      | Красноярський край — проходить через архіпелаг Норденшельда[ru] та півострів Таймир Тува |
| 50°3′ пн. ш. 95°0′ сх. д. / 50.050° пн. ш. 95.000° сх. д.  | Монголія                   |                                                                                          |
| 44°15′ пн. ш. 95°0′ сх. д. / 44.250° пн. ш. 95.000° сх. д. | КНР                        | Сіньцзян Ганьсу Цинхай Тибет                                                             |
| 29°8′ пн. ш. 95°0′ сх. д. / 29.133° пн. ш. 95.000° сх. д.  | Індія                      | Аруначал-Прадеш Ассам Нагаленд                                                           |
| 25°43′ пн. ш. 95°0′ сх. д. / 25.717° пн. ш. 95.000° сх. д. | М'янма                     |                                                                                          |
| 15°47′ пн. ш. 95°0′ сх. д. / 15.783° пн. ш. 95.000° сх. д. | Індійський океан           | Проходить західніше островів Бреуе[en] та Суматра, Індонезія                             |
| 60°0′ пд. ш. 95°0′ сх. д. / 60.000° пд. ш. 95.000° сх. д.  | Південний океан            |                                                                                          |
| 66°14′ пд. ш. 95°0′ сх. д. / 66.233° пд. ш. 95.000° сх. д. | Антарктида                 | Проходить через Австралійську антарктичну територію (претендує Австралія)                |